# Fullbright

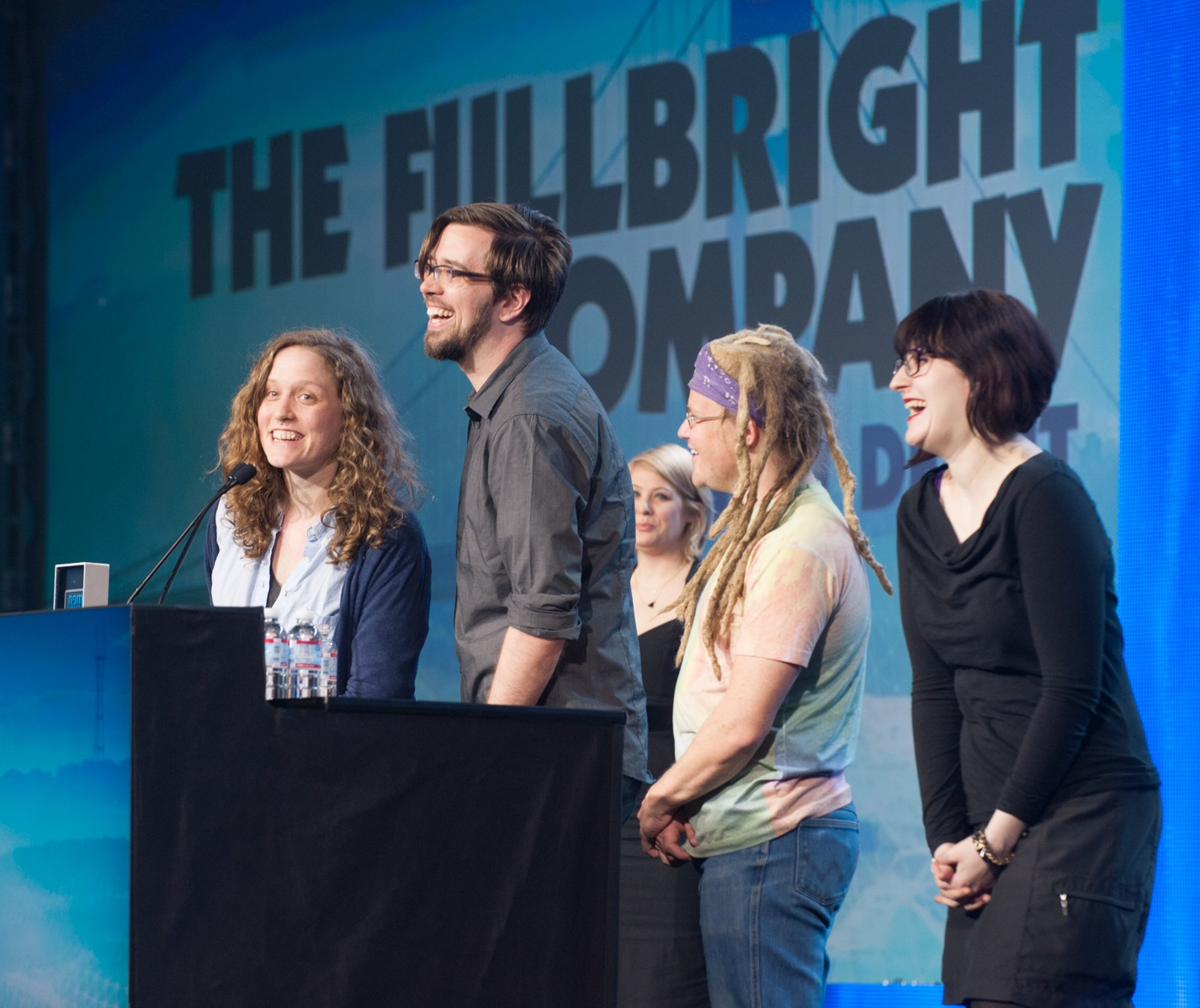
Från vänster syns Kate Craig, Steve Gaynor, Johnnemann Nordhagen och Karla Zimonja från The Fullbright Company under Game Developers Conference Choice Awards den 19 mars 2014.

Fullbright LLC (mellan 2012 och 2014 The Fullbright Company LLC) är ett amerikanskt spelutvecklingsföretag som är beläget i Portland, Oregon i USA. Det grundades i mars 2012 av Steve Gaynor, Johnnemann Nordhagen och Karla Zimonja. De hade tidigare arbetat tillsammans med utvecklingen av spel såsom Bioshock 2 (och dess nedladdningsbara innehåll Minerva's Den), XCOM och Bioshock Infinite; deras närmaste samarbete skedde under arbetet med Minerva's Den. I augusti 2012 anställdes den fjärde medarbetaren, Kate Craig, och tillsammans utvecklade och publicerade de sitt första spel Gone Home. Spelet släpptes den 15 augusti 2013 och erhöll i mars 2014 pris för "bästa debut" under Independent Games Festival vid Game Developers Conference.
I juni 2014 lämnade Nordhagen The Fullbright Company för att istället grunda ett eget spelutvecklingsföretag under namnet Dim Bulb Games. Företaget valde att i augusti 2014 ändra sitt namn till enbart Fullbright.
Fullbrights andra spel, Tacoma, presenterades den 5 december 2014 under The Game Awards.